# شو شو (لاعب كرة قدم)
شو شو هو لاعب كرة قدم صيني، ولد في 13 يناير 1998.